# Pavel Zlobec
Pavel Zlobec, italijanski fizik in astronom slovenskega rodu, * 28. december 1939, Trst, † 20. september 2019, Trst.

## Življenje in delo
Rodil se je v slovenski delavski družini delavcu Antonu in Emiliji Zlobec, rojeni Kalc. V rojstnem mestu je obiskoval slovensko klasično gimnazijo (1953–1955) in slovenski klasični licej (1955–1958), študiral fiziko (1958–1964) in 1965 doktoriral z disertacijo Elektronski ojačevalci hitrih signalov. V letih 1965–1967 je bil profesor na srednji in višji šoli v Trstu, leta 1967 pa se je zaposlil na tržaškem observatoriju. Je član Mednarodne astronomske zveze (IAU), Evropskega združenja fizikov (EPS), Komiteja evropskih radioastronomov Sonca (CESRA) in Italijanskega astronomskega združenja (SAIt).
Delal je v skupini za proučevanje Sonca, sodeloval z raziskovalci in raziskovalnimi ustanovami iz številnih držav, mdr. tudi z astronomi observatorijev na Hvaru, Utrechtu, Zürichu, Helsinkih, Parizu in Moskvi. Posvečal se je predvsem radioastronomiji Sonca. Raziskoval je zlasti polarizacijo radijskih signalov s Sonca pri različnih stopnjah Sončeve aktivnosti. Te raziskave prinašajo dragocene informacije o izvoru signalov in o plasteh, skozi katere gredo signali, preden dosežejo Zemljo.
Aktivno se je udeleževal kongresov (referati objavljeni v kongresnik publikacijah) in jih tudi organiziral, tako je v okviru CESRA organiziral v Devinu pri Trstu Mednarodno srečanje astronomov, ki je bilo posvečeno še malo znanemu pojavu šumnih neviht (1982) in radijskemu sevanju Sonca ob nastanku in razvoju bliščev (1985). Objavil je preko 100 znanstvenih člankov, večino v mednarodnih revijah, veliko strokovnih in poljudnih člankov in knjigo Radioastronomia. Vedere l'invisibile (Trst, 1990)